# Мангри Петеносу
Мангри Петеносу (ідентифікатор WWF: NT1428) — неотропічний екорегіон мангрових лісів, розташований на півострові Юкатан.

## Географія
Екорегіон мангрів Петеносу охоплює ділянки мангрових лісів, поширені на північно-західному узбережжі Юкатанського півострова. Він включає прибережну смугу довжиною 150 км, яка простягається від міста Кампече, столиці штату Кампече, до міста Сисаль в штаті Юкатан. Центральним елементом екорегіону є лагуна Селестун, яка розташована поблизу міста Селестун і відділена від Мексиканської затоки великим бар'єрним островом.
Мангрові ліси зустрічаються у районах, де припливно-відпливні коливання підтримують баланс прісної та солоної води, простягаючись на 10 км вглиб від морського узбережжя. Хоча великі річки в екорегіоні відсутні, мангрові екосистеми отримують приток прісних підземних вод, які просочуються через карстові тріщини у вапняковій платформі. Тим не менш, через нестачу прісної води, рівень солоності у лагуні Селестун є доволі високим. У внутрішніх районах Юкатанського півострова мангрові ліси переходять у сухі ліси Юкатану.

## Клімат
В межах екорегіону переважає саванний клімат (Aw за класифікацією кліматів Кеппена), а у деяких районах на півночі, зокрема в околицях лагуни Селестун, — напівпустельний клімат (BSh за класифікацією Кеппена). Середньорічна кількість опадів в регіоні становить приблизно 450 мм і є найнижчою на Юкатані.

## Флора
В межах екорегіону зустрічаються різні рослинні угруповання, зокрема мангрові ліси, луки морської трави, прибережні дюни, болота, солоні прибережні лагуни, невеликі лимани та карстові печери. Довгі бар'єрні острови захищають внутрішні лагуни та прибережні мілини, які затоплюються водою під час припливів Залежно від рівня солоності та кількості поживних речовин мангри екорегіону можуть набувати різної структури: від невисоких заростей заввишки до 5 м до високих мангрових лісів, дерева у яких виростають до 15-20 м заввишки.
В обох типах мангрів переважають два види мангрових дерев: червоні мангри (Rhizophora mangle) та білі мангри (Laguncularia racemosa). Чорних мангрів (Avicennia germinans) в екорегіоні зустрічається мало, оскільки ці дерева менш терпимі до високої солоності та постійних відпливно-припливних коливань. Серед інших рослин, які зустрічаються в мангрових екосистемах регіону, слід відзначити болотяну меч-траву (Cladium mariscus subsp. jamaicense), південний рогіз (Typha domingensis), карликові солонці (Salicornia bigelovii) та приморські батіси (Batis maritima).
Унікальним типом рослинних угруповань, поширеним в екорегіоні, є петени — невеликі не-мангрові гаї, оточені типовими мангрвими заростями. Ці незвичайні екосистеми живляться прісною водою з карстових підземних горизонтів, та існують в умовах постійного затоплення. Основу гаїв-петенів складають види, що характеризуються низькою толерантністю до солоної води, зокрема сапотілові дерева (Manilkara zapota), гумбо-лімбо (Bursera simaruba), воскові мальви (Malvaviscus arboreus) та золотисті фікуси (Ficus aurea).

## Фауна
В межах екорегіону зустрічається 304 види птахів, зокрема рідкісні червоні фламінго (Phoenicopterus ruber), а також білі ібіси (Eudocimus albus), рожеві косарі (Platalea ajaja), бурі пелікани (Pelecanus occidentalis), великі чепури (Ardea alba), мексиканські бушлі (Tigrisoma mexicanum), чорногорлі кваки (Nyctanassa violacea), бразильські баклани (Phalacrocorax brasilianus), карибські мартини (Leucophaeus atricilla), міктерії (Mycteria americana), карликові рибалочки (Chloroceryle aenea), мангрові кукліло (Coccyzus minor), чорні канюки-крабоїди (Buteogallus anthracinus), мангрові віреони (Vireo pallens), золотистого пісняра-лісовика (Setophaga petechia), мангрові білозорки (Tachycineta albilinea), юкатанські амазони (Amazona xantholora) та антильські зенаїди (Zenaida aurita). Серед перелітних птахів, що зимують у манграх регіону, слід відзначити чорногорлого пісняра-лісовика (Setophaga virens), сіроголового червоїда (Leiothlypis ruficapilla), білолобу ясківку (Petrochelidon pyrrhonota), рубіновогорлого колібрі (Archilochus colubris) та звичайного крем'яшника (Arenaria interpres). Майже ендемічними представниками регіону є мексиканські колібрі-вилохвости (Doricha eliza) та юкатанські різжаки (Campylorhynchus yucatanicus).
Близько 33 видів ссавців відвідують мангри екорегіону у пошуках їжі та прісної води. Серед ссавців, що зустрічаються у манграх на північному заході Юкатанського півострова, слід відзначити юкатанського білохвостого оленя (Odocoileus virginianus yucatanesis), центральноамериканську коату (Ateles geoffroyi), сіру лисицю (Urocyon cinereoargenteus), білоносу носуху (Nasua narica), звичайного ракуна (Procyon lotor), північного тамандуа (Tamandua mexicana), мексиканського мишачого опосума (Marmosa mexicana) та майже ендемічну юкатанську оленячу мишу (Peromyscus yucatanicus). В лагуни регіону часто запливають американські ламантини (Trichechus manatus), які живляться водною рослинністю та пасуться на луках морської трави. Серед плазунів регіону слід відзначити центральноамериканського крокодила (Crocodylus moreletii), звичайну ігуану (Iguana iguana) та чорну шипохвосту ігуану (Ctenosaura similis).
Іхтіофауна екорегіону є доволі різноманітною і включає 107 видів риб. Багато з них використовують мангрові зарості як місця розмноження та метання ікри. Протягом дня вони ховаються серед коріння мангрових дерев, а вночі харчуються серед них. Враховуючи, що багато видів хребетних тварин, поширених в регіоні, харчуються переважно рибою, тісний зв’язок між різноманітними видами риб та мангровими заростями має вирішальне значення для підтримки біорізноманіття мангрових екосистем. 

## Збереження
Манграм екорегіону загрожує вирубка мангрових лісів та забруднення води внаслідок промислової і сільськогосподарської діяльності. Тим не менш, мангри екорегіону є одними з найбільш збережених мангрових екосистем Мексики. Близько 25 % території екорегіону займає Біосферний заповідник Лос-Петенос, який у 2004 році був визнаний Рамсарським водно-болотним угіддям міжнародного значення. Серед інших природоохоронних територій регіону слід відзначити Біосферний заповідник Ріа-Селестун та Державний екологічний заповідник Ель-Пальмар.